# Berzeviczi János és Kristóf
Berzeviczi János és Kristóf, testvérek, az 1596-ban elhalt Berzeviczi Márton lengyel kancellár fiai, 1613-ban eladták magyarországi birtokaikat legközelebbi rokonaiknak; János meghalt 1643-ban, egyetlen leány gyermeke maradt, mely őt 1646-ban a sírba követte; mivel azonban sok adósságot hagyott maga után, özvegye kénytelen volt porosz és lengyel birtokait is áruba bocsátani, és így Lengyelországban a Berzeviczy név elenyészett. Munkájuk:
Carmen dialogicum a generosis adolescentibus Joanne et Christ. fratribus Berzevitziis, Polonis bonarum artium in Academia Moguntiana studiosis.